# Максимова дача
Природный парк «Максимова дача» — историческая усадьба и парк в Хомутовой балке в окрестностях Севастополя купца и севастопольского городского головы А. А. Максимова, ныне находится в городской черте. С 1978 года особо охраняемая природная территория регионального значения в Севастополе.
Парк располагается в Ленинском районе города Севастополя. Общая площадь парка составляет 83,9 га. Климат территории засушливый. Зима очень мягкая, а лето умеренно жаркое.

## История
Проектирование усадебного комплекса, архитектурных строений и парка купец и севастопольский городской голова Алексей Андреевич Максимов поручил известному тогда архитектору и художнику В. А. Фельдману. В 1889 году тот окончил Императорскую академию художеств и с 1891 года жил в Севастополе, занимаясь архитектурой и благотворительностью. Кроме прочего он занимался фотографией. Основные фотоматериалы о Максимовой даче, которыми пользуются современные исследователи, были выполнены им в начале XX века.
Общая площадь Хомутовой балки составляла около 100 гектаров. Разработка камня сильно исказила пейзаж. Поэтому А. А. Максимов и В. А. Фельдман решили облагородить склоны. Искусственные террасы карьера рекультивировали привозной землей и высадили виноград редких сортов. Одновременно спроектировали гидросистему парка. В начале XX века на склонах балки было несколько родников, которые теперь пересохли и засыпаны. Часть воды этих источников планировали провести поверху, в искусственных руслах, а часть под землей. Планировалось построить несколько каскадов прудов, подземные хранилища воды, систему стока, декоративные бассейны, водовод для крупного хозяйства, которое планировал завести А. А. Максимов: конюшня, баня, теплица, скотный двор, оранжерея, кузня, другие постройки.
Были возведены мавританский (арабский) и летний (охотничий) домики.

После занятия Севастополя красными зимой 1920-1921 года в ходе красного террора расстрелы производились за городом в том числе на территории усадьбы бывшего городского головы Севастополя А. А. Максимова — «Максимовой дачи», ставшей настоящей братской могилой для сотен людей — только за первую неделю после установления советской власти тут было расстреляно более 8000 человек. Чаще всего расстрелы происходили у каменной стены рядом с прямоугольным бассейном парка. Приговоренных к смерти заставляли рыть себе могилы. После казни палачи часто заходили к главному виноделу Максимова А. Я. Костенко выпить у него вина. Помимо Максимовой дачи, расстрелы проходили на Английском, Французском и Городском кладбищах. Природный парк был образован 25 декабря 1978 года с целью сохранения биологического разнообразия редких и исчезающих видов животных и растений, занесенных в Красную книгу, а также охраны их среды обитания.

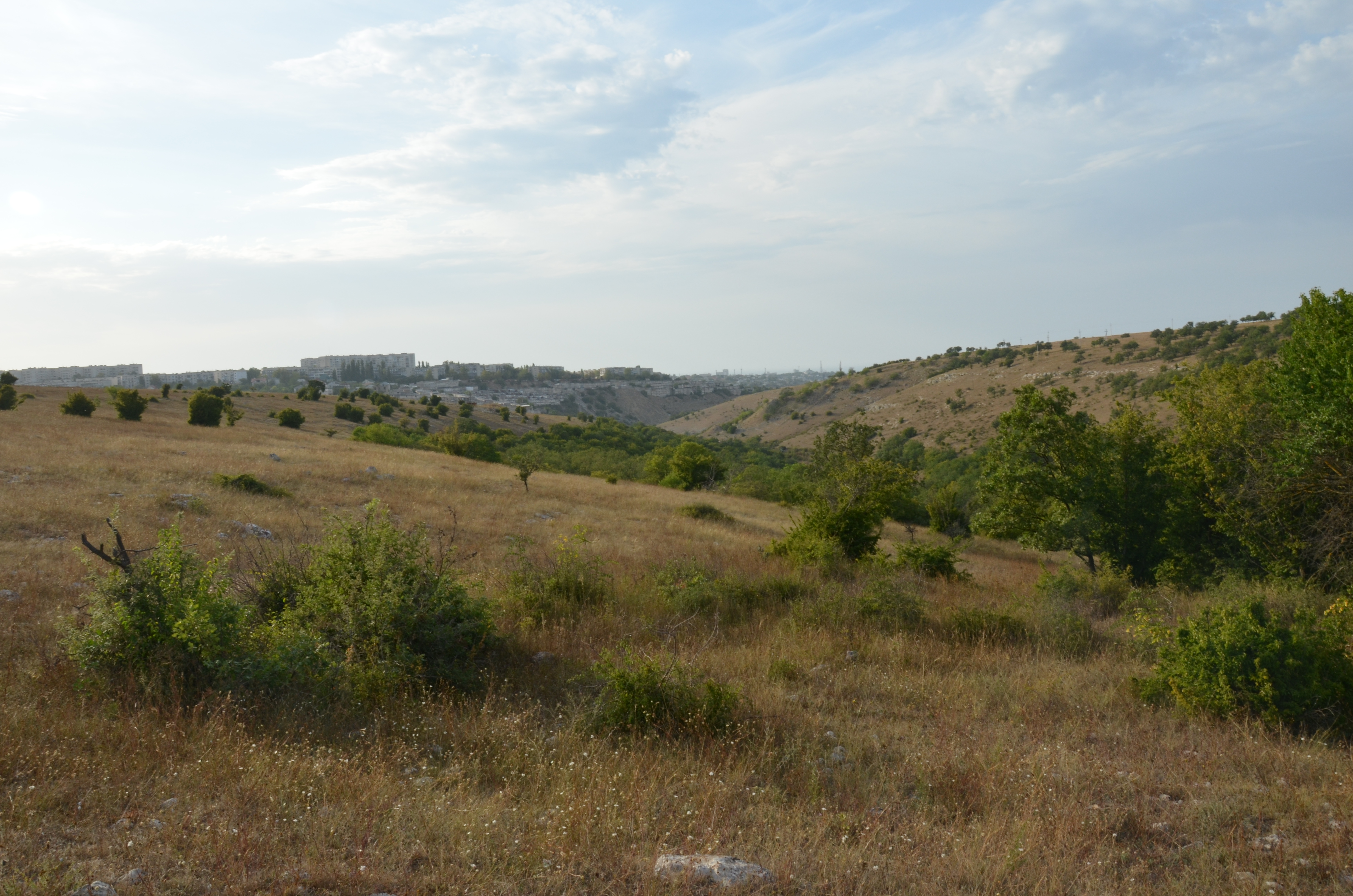
Хомутова балка
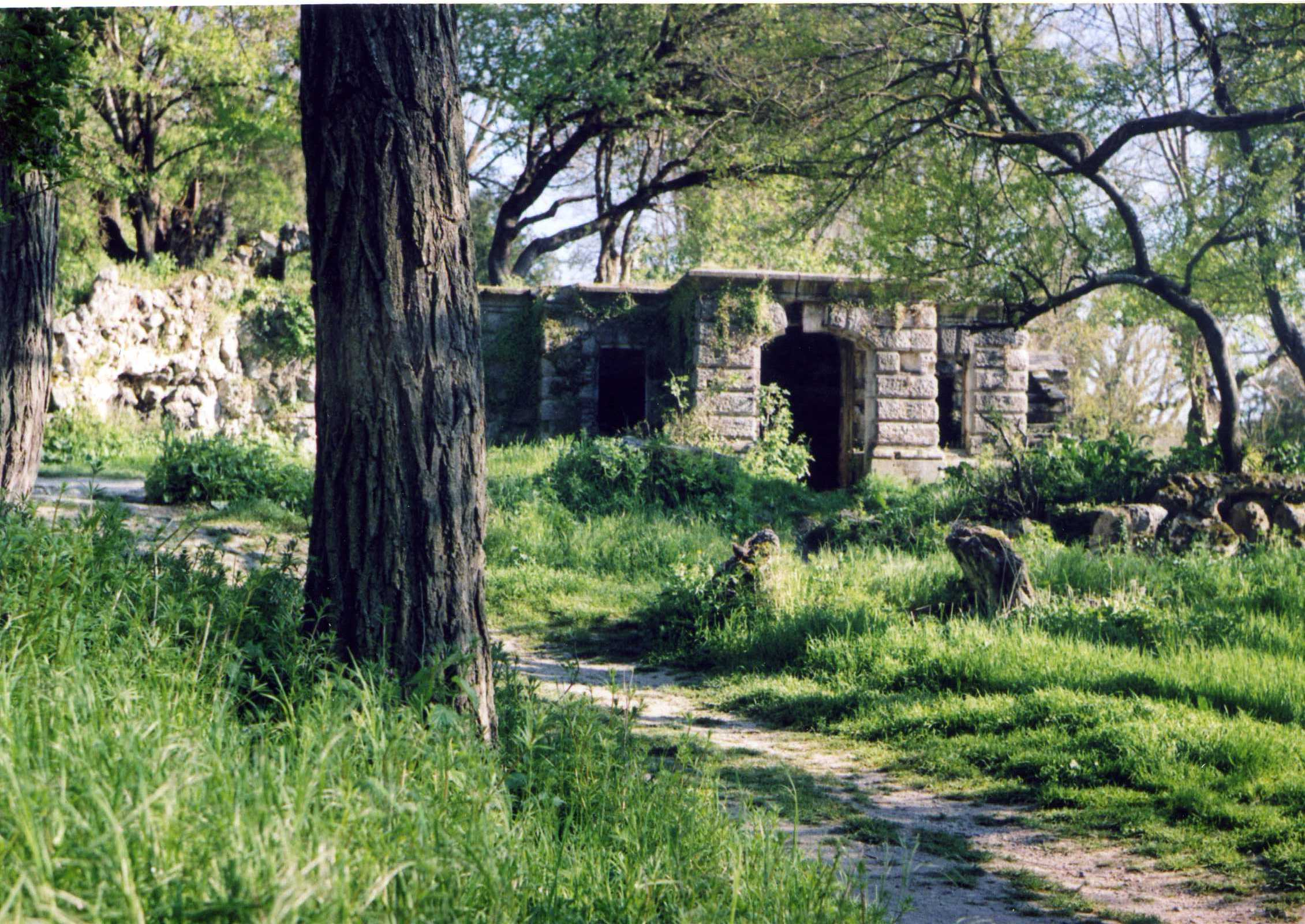
Северный фасад развалин дачи
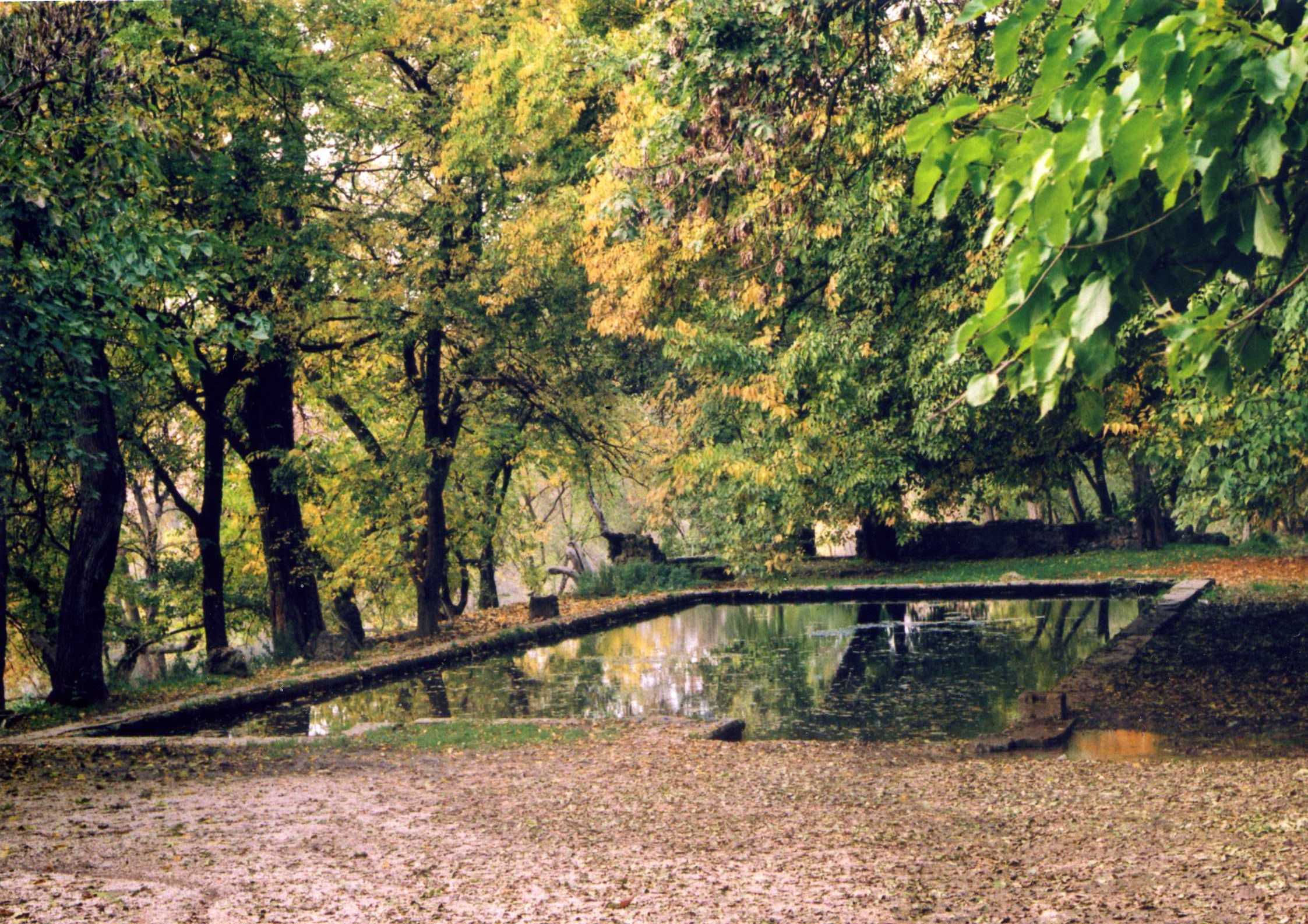
Водоёмы
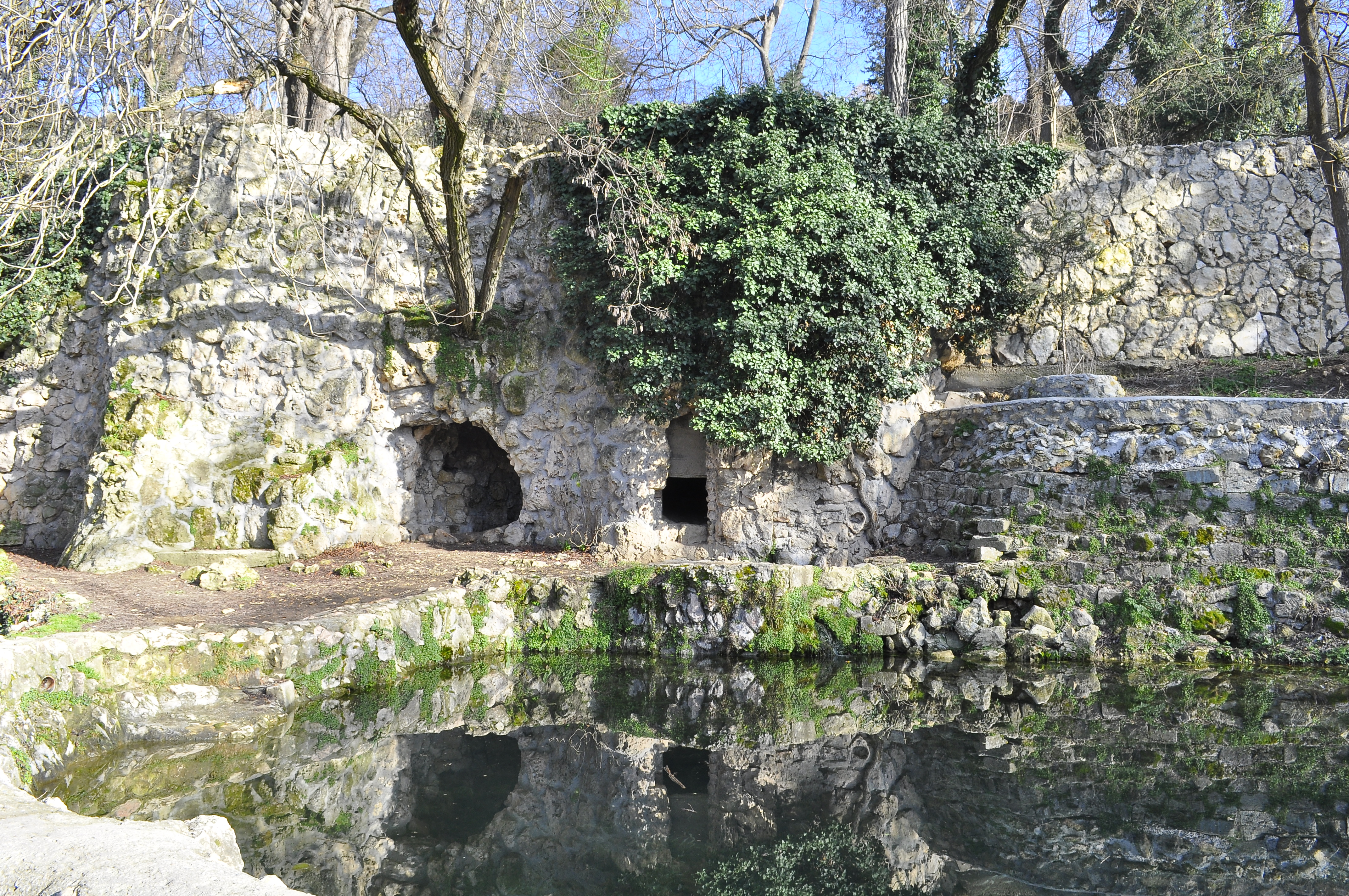
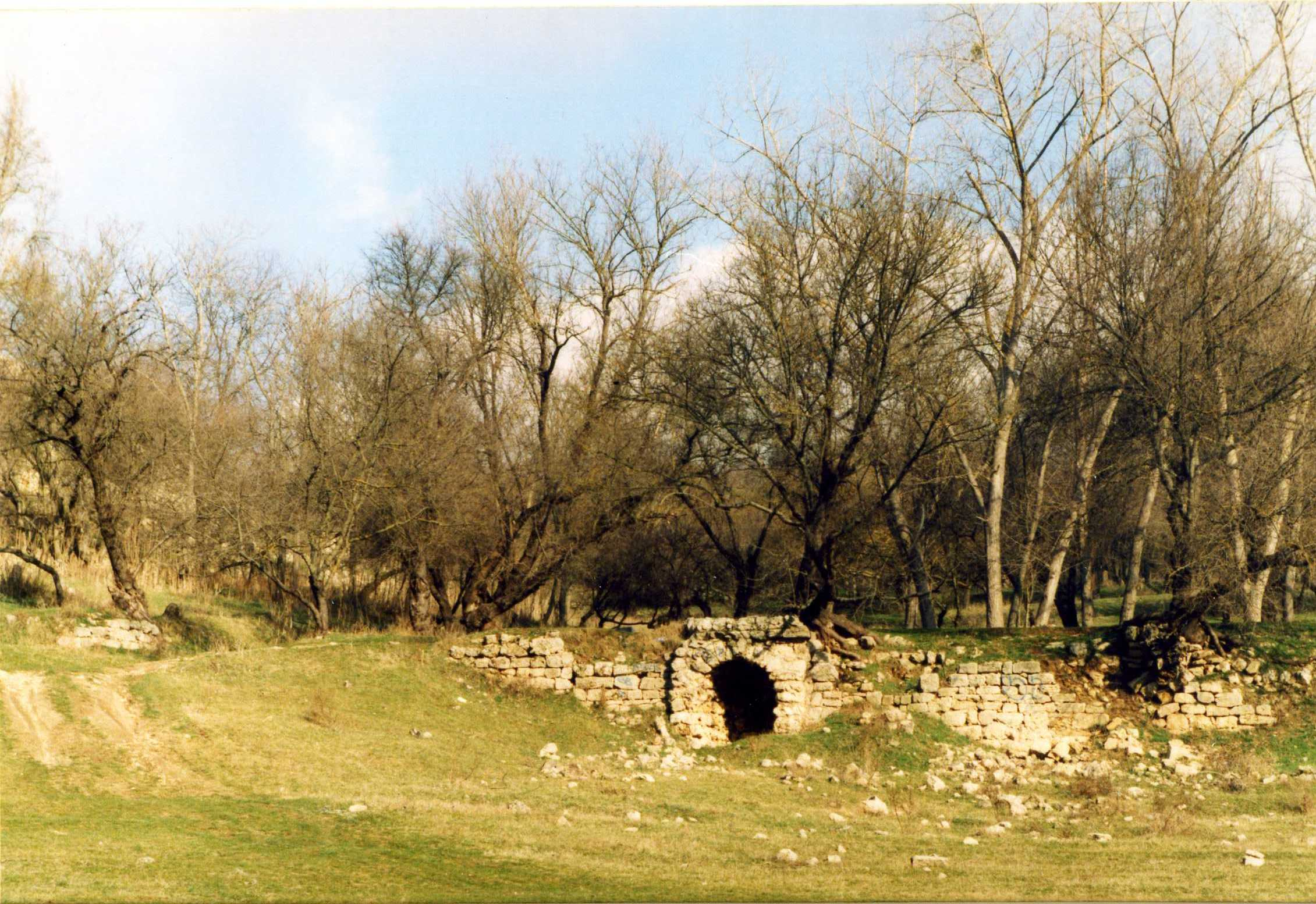
Искусственный грот

## Флора и фауна
Флора парка насчитывает 524 вида растений. На территории произрастает 38 видов растений, занесённых в Красную книгу России и Красную книгу города Севастополя: фисташка туполистная, овёс сомнительный, ятрышник обезьяний, румия критмолистная, ковыль красивейший и др. Распространены заяц-русак и желтогорлая мышь, встречается ласка. Орнитофауна включает типичные лесные виды птиц: вяхирь, сойка, лесной конёк, обыкновенная горлица, чёрный дрозд и др.